# Hadżdżi Babaj-e Wosta
Hadżdżi Babaj-e Wosta (pers. ‏حاجي باباي وسطي‎) – wieś w Iranie, w ostanie Azerbejdżan Zachodni, w szahrestanie Takab. W 2006 roku liczyła 262 mieszkańców.